# Maurice De Waele
Maurice De Waele (Lovendegem, Flandes Oriental, 27 de desembre de 1896 - Maldegem, 14 de febrer de 1952) va ser un ciclista belga que fou professional entre 1921 i 1931. Pel seu estil molt regular li van donar el motiu «el metrònom».

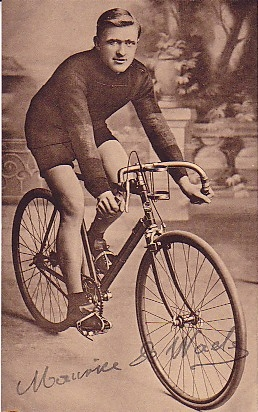
De Waele abans 1932

De Waele es va fer famós en guanyar el Tour de França de 1929. En aquesta mateixa cursa va quedar segon el 1927, tercer el 1928 i cinquè el 1931. També va guanyar la Volta a Euskadi de 1928 i 1929.
En acabar la carrera esportiva, es va establir al municipi de Maldegem, on va tenir comerç a l'engròs de bicicletes.

## Palmarès[3]
- 1923
  - 1r de l'Arlon-Oostende
  - 1r de la Le Havre-Rouen-Le Havre
- 1924
  - 1r del Circuit de les Viles d'aigua d'Alvèrnia
  - 1r del G.P. Alceida
- 1925
  - Campió de Flandes Oriental
  - 1r a Balgerhoeke
- 1926
  - 1r del Critèrium de Midi
  - 1r de la París-Menin
  - 1r del Circuit Vosges-Alsàcia
  - 1r de la Saint Brieuc-Brest-Saint Brieuc
- 1927
  - 1r de la París-Menin
  - Vencedor de dues etapes al Tour de França
- 1928
  - 1r de la Volta a Euskadi i guanyador d'una etapa
  - Vencedor de dues etapes al Tour de França
- 1929
  -  1r del Tour de França i guanyador d'una etapa
  - 1r de la Volta a Euskadi
- 1930
  - 1r del Circuit de Bèlgica
- 1931
  - 1r de la Volta a Bèlgica i guanyador d'una etapa
  - 1r a Lebbeke

### Resultats al Tour de França
- 1927. 2n de la classificació general. Vencedor de 2 etapes
- 1928. 3r de la classificació general. Vencedor de 2 etapes
- 1929. 1r de la classificació general. Vencedor d'una etapa
- 1931. 5è de la classificació general